# Marion, 13 ans pour toujours
Pour plus de détails, voir Fiche technique et Distribution.
Marion, 13 ans pour toujours est un téléfilm français de Bourlem Guerdjou diffusé pour la première fois le 27 septembre 2016 sur France 3, basé sur le livre éponyme de Nora Fraisse qui retrace l'affaire Marion Fraisse. Il a été suivi d'un débat sur le harcèlement scolaire.
Le tournage a eu lieu en Île-de-France du 18 janvier au 17 février 2016.

## Synopsis
Marion, collégienne de 13 ans, est harcelée par les élèves de sa classe jusqu'au point de non-retour. 

## Distribution
- Julie Gayet : Nora Fraisse
- Fabrizio Rongione : David Fraisse
- Luàna Bajrami : Marion Fraisse
- Alice Perez-Malartre : Clarisse
- Xavier Robic : Principal Leroy
- Tatiana Rojo : Zahia
- William Dechelette : Romain
- Andréa Brusque : Mme Molina
- Marie Anne Mestre : Mme Moretti
- Yann Trégouët : M. Mathis
- Delphy Murzeau : Mme Amsellem
- Romane Suarez : M. Thomasin
- Alexandre Carrière : M. Raviere
- Valérie Da Mota : Mme Dumas
- Azize Kabouche : l'avocat
- Serpentine Teyssier : Mme Chopel
- Pablo Stella : Alban
- Laura Renoncourt : Julia
- Elyne Craipeau : Chloé
- Kévin Attal : Damien
- Logan Duclay : Kévin
- William Dechelette : Romain
- Marine Bachot : Alice
- Aziouiz Ouamer : Karim
- Emmanuelle Teissier : Léa Dumas
- Sévane Lepoureau : Maylis
- Emmanuel Lemire : médecin du SAMU
- Marc Brunet : le maire
- Christophe Reymond : capitaine de gendarmerie
- Isabelle Mazin : la femme du square
- Sophie Bouilloux : mère de Chloé

## Audience
Le téléfilm, diffusé sur France 3, est suivi par 4,1 millions de personnes, soit 17,5 % de la part d'audience. Il est cependant dépassé par le premier épisode de la série Blindspot sur TF1, regardé par 4,4 millions de téléspectateurs (18,4 % de part d'audience).

## Distinction
- Prix du Meilleur Film de Télévision au Festival COLCOA de 2017[3]